# Combat 18

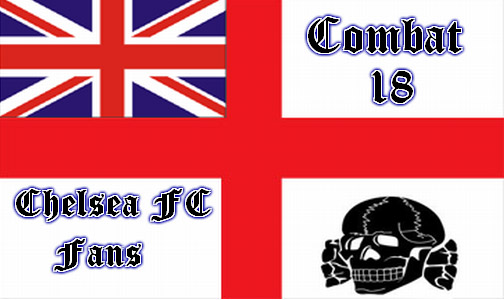
Combat 18

Combat 18 (C18), är en brittisk nynazistisk, högerextrem organisation som bildades 1992 av bland annat engelska fotbollshuliganer såsom Chelsea Headhunters. Combat 18 skaffade sig snabbt ett rykte, efter ett stort antal våldsdåd, som drabbade både invandrare och vänsteraktivister. År 1993 gav organisationen ut tidningen Redwatch, som i likhet med Der Einblick innehöll namn och adresser till anti-rasister, men även uppmaningar om att skada dessa. Senare har en webbplats med samma namn och funktion skapats.
Combat 18 är aktiva inom Anti-AFA, och har en aktionsgrupp kallad The White Wolves. Siffran 18 i namnet är ett chiffer för Adolf Hitler (A och H är den första respektive åttonde bokstaven i alfabetet).

## Irland-England i fotboll 15 februari 1995

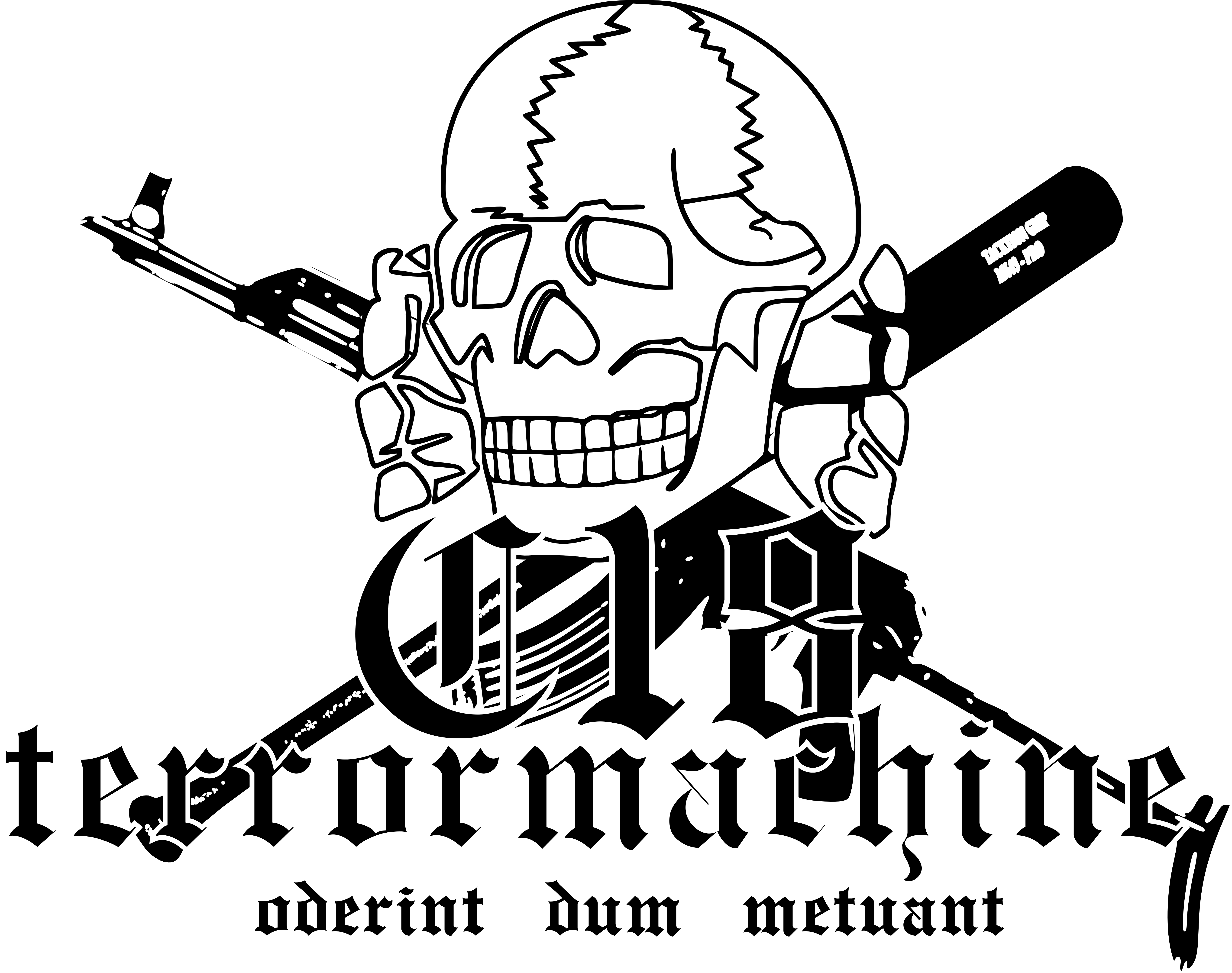
Combat 18

Vänskapsmatchen i fotboll mellan Irland och England på Lansdowne Road i Dublin den 15 februari 1995 spårade ur då Irland gjorde 1-0. Engelska huliganer började förstöra läktaren, och attackerade irländska fans på den nedre delen av läktaren vilket medförde att de engelska fansen slet upp betongklumpar samt bänkar och diverse bråte vilket kastades på de irländska fansen och på planen. Domaren avbröt matchen. Polisen lyckades hålla de irländska fans som ville attackera huliganerna från dem, tills insatsstyrkan kunde gå in och gripa dem. De visade sig senare vara Combat 18. 50 skadade fick föras till sjukhus.

## Övrigt
Den 17 april 1999 sprängdes en bomb i Brixton, den 23 april 1999 en i Brick Lane i östra London och den 30 april 1999 (Adolf Hitlers dödsdag) en på puben Admiral Duncan i London. Combat 18 tog på sig ansvaret för bomberna.